# Knol
Knol 是Google公司的一個計劃，目的是要建立一個類似維基百科或大眾百科（Citizendium）的網站，讓網友可參與編寫知識性內容。「Knol」是 Google 自創的新詞，取自 Knowledge（知識），是「一個知識單位」的意思（A unit of knowledge）。每一篇文章亦可以用 Knol 來稱呼。此計劃於2007年12月13日發表，在內部測試期間，與 Gmail 初期一樣，需要以邀請的方式才可加入；於2008年7月23日，Knol 完全開放給大眾使用。其平台采用Solvitor和Crowd Favorite创建的基于Wordpress的Annotum。
2011年11月，Google公司宣布Knol在2012年4月30日后不能查看，用户只能下载自己的文章或者导出到Wordpress.com；10月1日后将不能再访问 。

## 與維基百科的比較

### 編寫方式
Knol 與維基百科的最大不同：
1. 作者需署名，可選擇附個人照：是每一頁面（條目）原則上由一名作者完成編輯及修改，該作者必需署名，也可以貼上照片，当然也可由多人合作完成一个页面（条目）。
2. 需原作者同意，方可增修文章：讀者若有意更改文章，需取得原作者的同意。
3. 同一頁面（條目）有不同文章內容：同一個條目將可能會有數名作者的不同文章。讀者可以對頁面進行評分、加入建議及提案修改之[3]。讀者若有意更改文章，需要原作者的同意。[4]页面中的网址包含作者名字，这说明Knol强调以人为本，起点高，吸引专家编辑，才会有较高的可信度。
4. 作者可设置页面内容的版权版本。

### 廣告
Knol 可讓編寫者自己決定是否在編寫的頁面旁讓 Google 放入廣告。若是放入廣告，則 Google 公司將會提撥一部份廣告收入給該編寫者。

### 语言
Knol最初测试阶段只支持英语，到2011年7月初，已可支持阿拉伯语、葡萄牙语、西班牙语、韩语、法语、意大利语、德语、俄语、日语、印地语、荷蘭語、希伯来语，在设置（settings）那可以切换语言。

## 外部連結
- Knol.com（英文）
- Knol.com（页面存档备份，存于）（Https安全连接） （英文）
- Knol screenshot （页面存档备份，存于）
- Official Google Blog: Encouraging people to contribute knowledge（页面存档备份，存于）
- 《世界新聞網》，Knol 由專業人士署名撰寫，文責自負[永久]
- 《聯合報》，維基與 Knol 比一比 （页面存档备份，存于）